# Понте Фелчино (Перуђа)
Понте Фелчино је насеље у Италији у округу Перуђа, региону Умбрија.
Према процени из 2011. у насељу је живело 5000 становника. Насеље се налази на надморској висини од 203 м.